# Waterloo (jeu vidéo, 1985)
Pour les articles homonymes, voir Waterloo (homonymie).
Pour le jeu vidéo de 1990, voir Waterloo (jeu vidéo, 1990).
Waterloo est un jeu vidéo de type wargame créé par Ken Wright et publié par M. C. Lothlorien en 1985 sur ZX Spectrum. Le jeu se déroule pendant les guerres napoléoniennes, en 1815, et simule la bataille de Waterloo qui oppose les troupes de Napoléon à l’armée Alliée menée par le Duc de Wellington. Le joueur contrôle les troupes françaises, qui sont en supériorité numérique. Il doit cependant faire face à une armée bénéficiant d’une solide position défensive et qui peut compter sur l’arrivée de renforts, sous la forme de l’armée Prusse du général Blutcher, après un certain temps. Le jeu propose trois niveaux de difficulté. Pour commander son armée, le joueur peut en effet donner des ordres directement à ses troupes, ou s’appuyer sur un de ses six commandants de corps d’armée, qui peuvent agir à leur propre initiative. Pour simuler la confusion des combats, le jeu cache au joueur les déplacements des troupes ennemies. Ainsi, s’il peut voir la position initiale des unités adverses, il en perd la trace lorsqu’elles se déplacent, jusqu’à ce qu’il les repère à nouveau lors d’un combat ou grâce à son service de renseignement. Quatre stratégies différentes sont programmées dans le jeu pour l’armée de Wellington, qui peut donc changer de stratégie d’une partie à l’autre. Waterloo est le premier jeu d’une série de quatre wargames développé par Ken Wright et s’appuyant sur le même moteur de jeu. Il est ainsi suivi de Austerlitz (1985), Napoleon at War (1986) et de  Yankee (1987). 

## Trame
Waterloo se déroule pendant les guerres napoléoniennes, en 1815, et retrace la bataille de Waterloo, qui provoque la chute de Napoléon. La bataille oppose l’armée de ce dernier à l’armée de la Septième Coalition, menée par le Duc de Wellington. Les troupes de Napoléon sont en légère supériorité numérique mais doivent faire face à une armée bénéficiant d’une solide position défensive et pouvant compter sur l’arrivée prochaine de renforts,  sous la forme de l’armée prussienne du maréchal Blücher.  

## Système de jeu
Waterloo est un wargame qui simule la bataille de Waterloo qui oppose les troupes de Napoléon à l’armée de la Septième Coalition, menée par le Duc de Wellington. Le joueur contrôle l’armée de Napoléon  et affronte l’ordinateur, qui contrôle ses adversaires. Le jeu propose trois niveaux de difficulté. Il intègre de plus quatre stratégie différentes pour le camp contrôlé par l’ordinateur, qui peut donc changer de stratégie d’une partie à l’autre.
Le jeu se déroule sur une carte, représentant le champ de bataille, que le joueur peut faire défiler. Sur la carte, les unités sont représentées par des marqueurs qui indiquent de quel type de troupes il s’agit (par exemple infanterie ou cavalerie) avec une couleur correspondant à sa nationalité. Sur les unités françaises sont également indiqué le numéro de corps d’armée et le statut de leur commandant. Sur demande, le joueur peut également accéder au statut détaillé de l’unité afin d’afficher son nombre de combattant et son niveau de moral. Pour donner des ordres ses unités, le joueur utilise un menu, en bas de l’écran, en conjonction avec un curseur qu’il déplace sur la carte. Le joueur peut commander son armée de deux manières. Il peut en effet donner des ordres directement à ses unités, ou s’appuyer sur un de ses six commandants de corps d’armée, qui peuvent agir à leur propre initiative. 
Lorsque le joueur a donné des ordres  à toutes ses unités, l’ordinateur exécute les déplacements et les combats. Pendant ce temps, les commandants informe le joueur des actions que les unités ne peuvent exécuter à cause de changements dans leur situation. Il lui propose alors des alternatives entre lesquelles le joueur peut choisir. Les déplacements des unités sont affectés par le type de troupe qui les compose et par le type de terrain qu’elles traversent. Les combats ont lieu lorsque deux unités ennemies sont adjacentes. Ils prennent le type, le nombre et le moral des troupes qui composent les unités impliquées, mais aussi le terrain. Les pertes de chaque unité sont affichées au fur et à mesure que le combat progresse, jusqu’à ce qu’une des unités batte en retraite ou soit mise en déroute. Dans ce dernier cas, l’unité disparait directement du jeu. Pour simuler la confusion des combats, le jeu cache au joueur les déplacements des troupes ennemies. Ainsi, s’il peut voir la position initiale des unités adverses, il en perd la trace lorsqu’elles se déplacent, jusqu’à ce qu’il les repère à nouveau lors d’un combat ou grâce à son service de renseignement. 

## Accueil
| Waterloo                 |      |       |
| Média                    | Pays | Notes |
| Crash                    | GB   | 93 %  |
| Popular Computing Weekly | GB   | 4/5   |
| Sinclair User            | GB   | 4/5   |
| ZX Computing             | GB   | 4/5.  |